# Cavités à chauves-souris de Castifao, muraccIole, Olmeta di Tuda et Coggia-Temuli
Cavités à chauves-souris de Castifao, muraccIole, Olmeta di Tuda et Coggia-Temuli este o arie protejată (sit de importanță comunitară — SCI) din Franța întinsă pe o suprafață de 21 ha, integral pe uscat.

## Localizare
Centrul sitului Cavités à chauves-souris de Castifao, muraccIole, Olmeta di Tuda et Coggia-Temuli este situat la coordonatele 42°30′48″N 9°07′14″E / 42.51333°N 9.12056°E.

## Înființare
Situl Cavités à chauves-souris de Castifao, muraccIole, Olmeta di Tuda et Coggia-Temuli a fost declarat arie specială de conservare în baza directivei 92/43 din 1992 referitoare la conservarea habitatelor naturale și a faunei și florei sălbatice pentru a proteja 7 specii de animale.

## Biodiversitate
Situată în ecoregiunea mediteraneană, aria protejată conține 1 habitat natural: Peșteri inaccesibile publicului.
La baza desemnării sitului se află mai multe specii protejate de  mamifere (7): Cervus elaphus corsicanus, liliac cu aripi lungi (Miniopterus schreibersii), liliac cu picioare lungi (Myotis capaccinii), liliac cărămiziu (Myotis emarginatus), liliacul mediteranean cu potcoavă (Rhinolophus euryale), liliacul mare cu potcoavă (Rhinolophus ferrumequinum), liliacul mic cu potcoavă (Rhinolophus hipposideros).
Pe lângă speciile protejate, pe teritoriul sitului au mai fost identificate 3 specii de mamifere.